# Зустен (перевал)
Зу́стен или Зу́стенпасс (нем. Sustenpass) — высокогорный перевал в Швейцарских Альпах, соединяющий кантоны Ури и Берн.
Его высота — 2 224 метра над уровнем моря. Ближайшие к перевалу населённые пункты Иннерткирхен (кантон Берн) и Вассен (кантон Ури).
Через перевал в 1928—1945 годах была проложена автомобильная дорога, открытая для движения, как правило, с июня по октябрь, и используемая в основном автотуристами.